# Casas de Benítez
Casas de Benítez ist ein Ort und eine Gemeinde (Municipio) mit 834 Einwohnern (Stand: 2024) in der Provinz Cuenca in der Autonomen Region Kastilien-La Mancha.

## Geographie
Casas de Benítez liegt etwa 110 Kilometer südlich von Cuenca in einer Höhe von ca. 750 m. Der Júcar begrenzt die Gemeinde im Südosten.

## Bevölkerungsentwicklung
| 1900 | 1950 | 1970 | 1981 | 1991 | 2001 | 2011 | 2021 |
| ---- | ---- | ---- | ---- | ---- | ---- | ---- | ---- |
| 1282 | 2013 | 1904 | 1371 | 1152 | 1085 | 1011 | 820  |

## Sehenswürdigkeiten

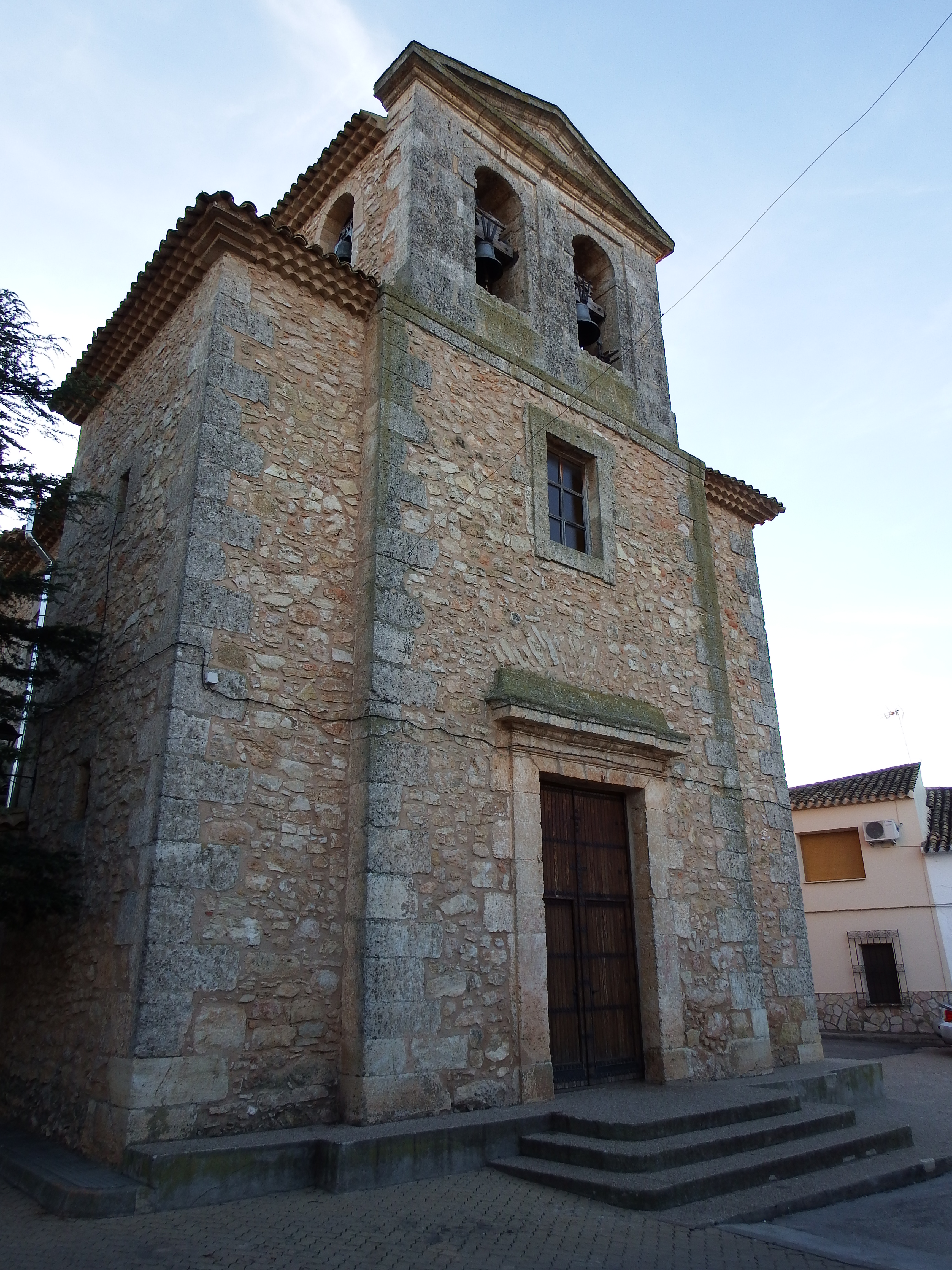
Genesiuskirche
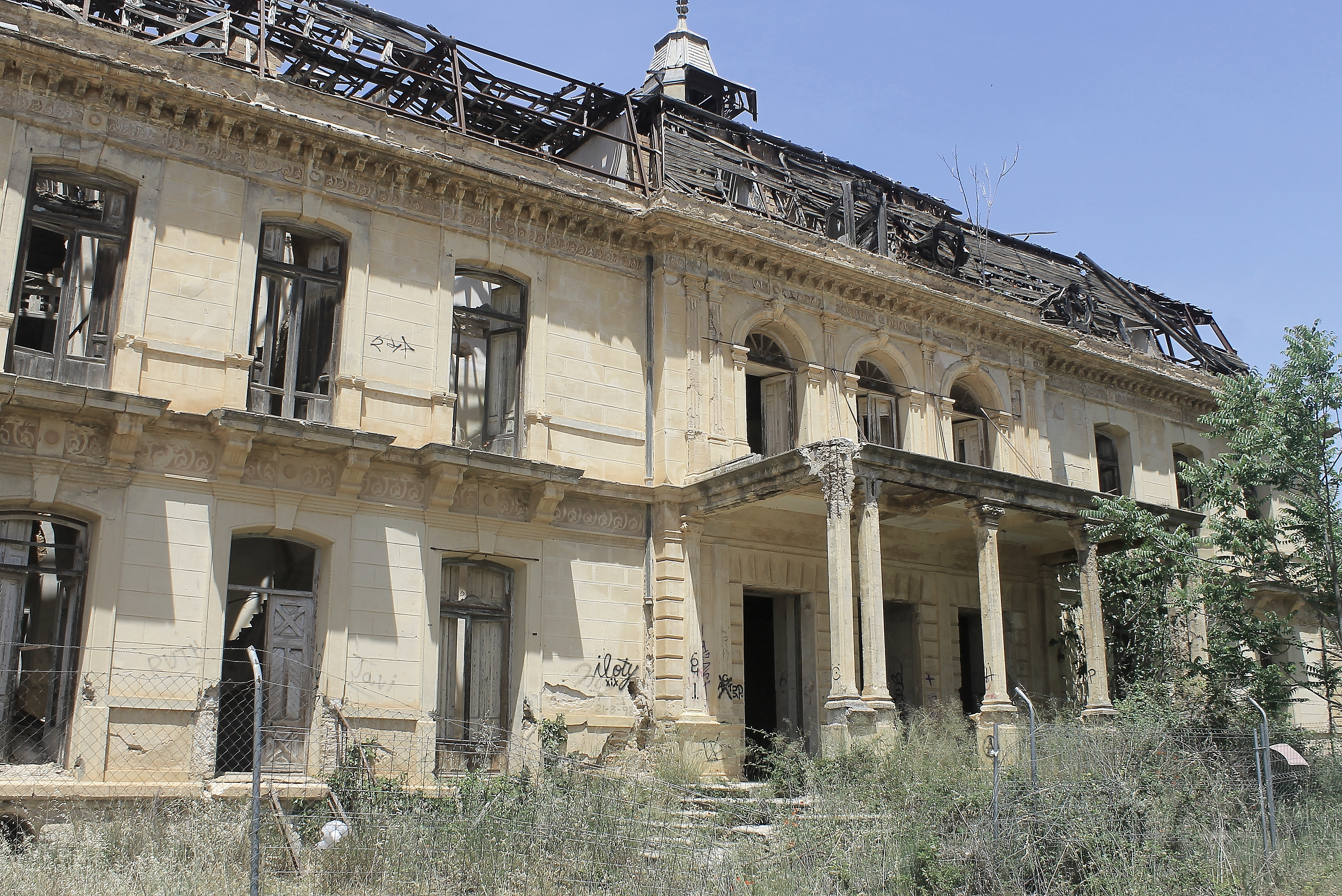
Palacio de Los Gosálvez
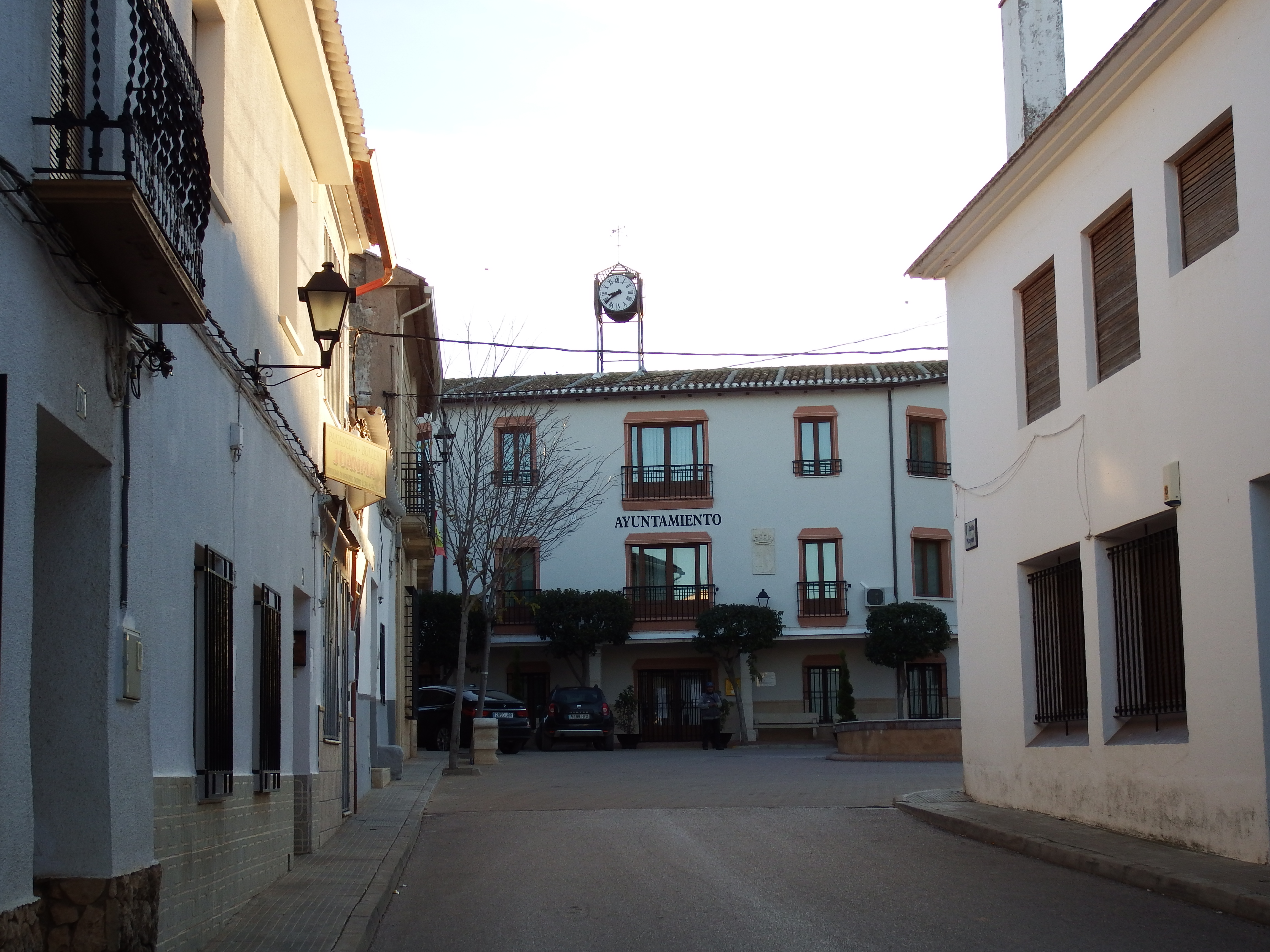
Rathaus

- Genesiuskirche
- Palacio de los Gosálvez
- Rathaus